# Lene Beier
Lene Beier, född Lene Ransborg 29 maj 1977 i Skive, är en dansk tv-värd, som år 2014 erhöll titeln "Året stjärna" av Billed Bladets läsare för TV-GULD-partiet. År 2016 fick hon priset "Årets kvinnliga underhållare".
Lene Beier fick sitt genombrott på TV2 Fri, i samband med sin medverkan i Frihuset tillsammans med Cecilie Hother och Thomas Uhrskov från 5 maj 2013 till 31 december 2014. Lene Beier har också medverkat i ett flertal andra program på TV2, till exempel En stor dag på godset och datingprogrammet Landmand søger kærlighed, men också Klar, Parat, Sy, Mit Frirum, Kurs mod fjerne kyster ekstra och Mit Livs Eventyr. 
I juni 2015 var Beier på plats vid Carl Philip och prinsessan Sofias bröllop, tillsammans med sin kollega Morten Ankerdal. År 2016 deltog hon i 13:e utgåvan av Vild med dans. 